# E016号線
E016号線 (E016ごうせん、英: European route E016) はカザフスタンにあり、ザーパドノエ – アスタナを結ぶ、欧州自動車道路のBクラス幹線道路。

## 経路
- カザフスタン
  - ザーパドノエ – ジャクシ(Zhaksy) – アトバサル – アスタナ